# Національна премія України імені Тараса Шевченка — лауреати 2009 року
Національні премії України імені Тараса Шевченка в галузі літератури, журналістики, мистецтва і архітектури 2009 року були присуджені Указом Президента України від 2 березня 2009 р. № 117 за поданням Комітету по Національних преміях України імені Т. Г. Шевченка. Цим же Указом Президент України Віктор Ющенко установив на 2009 рік розмір Національної премії України імені Тараса Шевченка 160 тисяч гривень кожна.
На здобуття Національної премії України імені Тараса Шевченка 2009 року було подано 69 творів та робіт. До третього туру допущено 19 творів та робіт.
На заключному засіданні 16 лютого 2009 року Комітет ухвалив рішення про присудження премії п'ятьом номінантам.

## Список лауреатів
| Галузь                      | Лауреат                                                    | Обґрунтування |
| --------------------------- | ---------------------------------------------------------- | --- |
| Література                  | Гірник Павло Миколайович — поет                            | за книгу віршів «Посвітається» |
| Образотворче мистецтво      | Гонтаров Віктор Миколайович — художник                     | за серію полотен «Мій Гоголь» та цикл живописних робіт |
| Образотворче мистецтво      | Наконечний Віктор Андрійович — майстер народного малярства | за серію картин «Краю мій сонячний» |
| Театральне мистецтво        | Кадирова Лариса Хамидівна — актриса                        | за галерею жіночих образів у моновиставах та внесок у розвиток українського театрального мистецтва                                                        |
| Журналістика і публіцистика | Мельниченко Володимир Юхимович — публіцист                 | за документально-публіцистичні книги «Тарас Шевченко: „Моє перебування в Москві“, „На славу нашої преславної України“ (Тарас Шевченко і Осип Бодянський)» |